# John O. Young
John O. Young ou John Young était un monteur américain durant les années 1950 et 1960.

## Filmographie

### Montage vidéo
- 1949 : Le Crapaud et le Maître d'école
- 1955 : Disneyland (TV)
- 1955 : The Mickey Mouse Club (TV)
- 1966 : Comment le Grinch a volé Noël !